# West-Duits voetbalkampioenschap 1902/03
In 1902/03 werd het eerste voetbalkampioenschap gespeeld dat georganiseerd werd door de West-Duitse voetbalbond. Cölner FC 1899 werd kampioen. Aangezien noch de bond, noch een club bij de DFB aangesloten was kon geen club deelnemen aan de allereerste eindronde om de Duitse landstitel.

## Deelnemers aan de eindronde
| Club                     | Gekwalificeerd als       |
| ------------------------ | ------------------------ |
| Cölner FC 1899           | Kampioen van Keulen-Bonn |
| FC 1894 München-Gladbach | Kampioen van Nederrijn   |
| Essener SV 1899          | Kampioen van Rijn-Ruhr   |

## Finaleronde
| Plaats | Club                     | Wed. | W | G | V | Saldo | Ptn. |
| ------ | ------------------------ | ---- | - | - | - | ----- | ---- |
| 1.     | Cölner FC 1899           | 4    | 3 | 1 | 0 | 15:3  | 7:1  |
| 2.     | Essener SV 1899          | 4    | 2 | 1 | 1 | 4:3   | 5:3  |
| 3.     | FC 1894 München-Gladbach | 4    | 0 | 0 | 4 | 1:14  | 0:8  |

|  | Kampioen |